# Giuseppe Cordero Lanza di Montezemolo
Pour les articles homonymes, voir Cordero, Lanza et Montezemolo (homonymie).
Giuseppe Cordero Lanza di Montezemolo (né le 26 mai 1901 à Rome et mort le 24 mars 1944 dans la même ville) est un officier italien, commandant du Fronte militare clandestino, martyr fusillé aux Fosses ardéatines.

## Biographie
Giuseppe Cordero Lanza di Montezemolo est issu d'une vieille famille noble piémontaise, comme le président de Ferrari Luca Cordero di Montezemolo, qui a produit de nombreux officiers, diplomates et ecclésiastiques. Le cardinal Andrea Cordero Lanza di Montezemolo est son fils.
Giuseppe di Montezemolo est entré à l'âge de 17 ans comme volontaire dans l'armée italienne et a participé à la première guerre mondiale.
Il a étudié le génie et enseigné en tant que capitaine à l'Académie militaire.
Après un cours de formation à l'état-major général, il commande un bataillon de télécommunications, avec lequel participe à la Guerre civile espagnole.
En 1940, il est en fonction à l'état-major général (Comando Supremo).
À la destitution de Mussolini, en juillet 1943, il est nommé chef du Bureau du nouveau premier ministre italien, Pietro Badoglio, puis rejoint la résistance en clandestinité comme commandant du Fronte militare clandestino, mais il est arrêté sur dénonciation par la Gestapo avec le lieutenant Filippo de Grenet au domicile de celui-ci. Longtemps, les deux hommes ont été torturés au Commissariat de la police allemande via Torquato Tasso mais n'ont pas cédé.
Montezemolo et de Grenet ont été assassinés le 24 mars 1944, dans les grottes des Fosses ardeatines.
Il est enterré au Cimetière monumental de Turin
Les deux officiers ont été décorés à titre posthume de l'ordre militaire italien le plus élevé.

## Décorations
- Médaille d'or à la valeur militaire (à la mémoire)[1].
- Chevalier de l'Ordre militaire d'Italie[2].
- Chevalier de l'Ordre de la Couronne italienne.
- Officier de l'Ordre colonial de l'Étoile d'Italie.
- Médaille d'argent à la valeur militaire.
- Médaille de bronze à la valeur militaire
- Croix de guerre à la valeur militaire.
- Croix de guerre au mérite militaire (4 fois)
- Médaille de volontaire de la guerre Italo-autrichienne 1915-1918
- Médaille commémorative de la Première Guerre mondiale
- Médaille commémorative de l'Unification de l'Italie
- Médaille commémorative italienne de la victoire
- Médaille commémorative de la Guerre d'Espagne (1936-1938)
- Médaille commémorative du conflit 1940-1943
- Médaille commémorative de la Gerre de Libération
- Croix de Fer de seconde classe

### Videographie
- Emiliano Crialesi, Montezemolo, il Colonnello della Resistenza, Documentaire DVD - 52 min. - Pandarosso produzioni, 2013

## Source de la traduction
- (it) Cet article est partiellement ou en totalité issu de l’article de Wikipédia en italien intitulé « Giuseppe Cordero Lanza di Montezemolo » (voir la liste des auteurs).